# 디데이 (드라마)
《디데이》는 2015년 9월 18일부터 2015년 11월 21일까지 JTBC에서 방송된 텔레비전 드라마이다.

## 줄거리
절망적인 재난 상황 속에서 생명과 신념을 위해 활약하는 DMAT와 구조대 그리고 그 안에서 피어나는 인간애와 생명의 소중함을 다룬 드라마.

## 등장 인물

### 주요 인물
- 김영광 : 이해성 역
- 정소민 : 정똘미 역
- 하석진 : 한우진 역
- 이경영 : 박건 역

### 미래병원
- 김혜은 : 강주란 역
- 윤주희 : 박지나 역
- 김정화 : 은소율 역
- 이성열 : 안대길 역
- 이경진 : 박윤숙 역
- 여무영 : 유영탁 역
- 고규필 : 유명현 역
- 김재화 : 김현숙 역
- 주현진 : 온정원 역

### 용광소방서
- 김상호 : 최일섭 역
- 송지호 : 이우성 역
- 김기무 : 차기웅 역

### 그외 인물들
- 차인표 : 구자혁 역
- 김상일 : 배명균 역
- 황태광 : 총무과장 역
- 강문경 : 소방본부장 역
- 정윤선
- 김태환
- 김주영 : 홍종학 역
- 한서진 : 차인 역
- 리민 : 노숙자 강씨 역
- 호효훈 : 정민철 역
- 위양호 : 고씨 역
- 이영은 : 고나리 역
- 최승훈 : 성동하 역
- 김철기 : 오민호 역
- 유세형
- 신철진
- 최홍일
- 서병덕
- 윤희원
- 심익수
- 신수정 : 임성미 역
- 이윤희
- 김효진
- 윤종식
- 유필란
- 서상원
- 이미윤
- 최영
- 민재희
- 이윤상
- 정현석
- 이충훈 : 김민석 역
- 김민형 : 김영섭 역
- 심운보
- 주형준
- 여운복
- 김태엽
- 김봉수
- 장석민
- 권혁수
- 유병선
- 김충훈
- 황주호
- 권태진
- 신신범
- 임재민
- 이태검
- 남상백
- 설창희
- 장문규
- 이유수
- 한갑수
- 신문성
- 이다해 : 유치원 교사 역
- 성창호 : 철근부상자 역

### 특별출연
- 길용우 : 대통령 역

## 시청률
최저 시청률과 최고 시청률은 시청률 조사회사와 지역별로 시청률에 차이가 있을 수 있습니다.
| 2015년 | 2015년    | 2015년     | 2015년      |
| 회차   | 방송일    | AGB 시청률 | TNmS 시청률 |
| ------ | --------- | ---------- | ----------- |
| 제1회  | 9월 18일  | 1.741%     | 1.9%        |
| 제2회  | 9월 19일  | 1.272%     | 1.8%        |
| 제3회  | 9월 25일  | 1.909%     | 1.8%        |
| 제4회  | 9월 26일  | 1.563%     | 1.8%        |
| 제5회  | 10월 2일  | 1.283%     | 1.3%        |
| 제6회  | 10월 3일  | 1.473%     | 1.0%        |
| 제7회  | 10월 9일  | 1.106%     | 1.6%        |
| 제8회  | 10월 10일 | 0.993%     | 1.2%        |
| 제9회  | 10월 16일 | 1.155%     | 1.4%        |
| 제10회 | 10월 17일 | 0.895%     | 1.0%        |
| 제11회 | 10월 23일 | 1.267%     | 1.4%        |
| 제12회 | 10월 24일 | 1.092%     | 1.3%        |
| 제13회 | 10월 30일 | 0.961%     | 1.2%        |
| 제14회 | 10월 31일 | 1.347%     | 1.6%        |
| 제15회 | 11월 6일  | 0.943%     | 1.2%        |
| 제16회 | 11월 7일  | 1.066%     | 1.0%        |
| 제17회 | 11월 13일 | 0.928%     | 1.3%        |
| 제18회 | 11월 14일 | 0.718%     | 0.8%        |
| 제19회 | 11월 20일 | 0.879%     | 0.9%        |
| 제20회 | 11월 21일 | 0.817%     | 0.8%        |

## 동시간대 드라마
tvN 금토드라마
- 《두번째 스무살》 : (2015년 8월 28일 ~ 2015년 10월 17일)
- 《응답하라 1988》 : (2015년 11월 6일 ~ 2016년 1월 16일)